# Jérémy Chardy
Jérémy Chardy (Pau, 1987. február 12. –) francia hivatásos teniszező. Hatéves korában kezdett el teniszezni, gyermekkori példaképe Pete Sampras volt. 2005-ben megnyerte a junior wimbledoni teniszbajnokságot. 2009 februárjában bejutott karrierje első ATP-torna döntőjébe Johannesburgban, ahol Jo-Wilfried Tsonga győzte le két játszmában. Ebben az évben megszerezte karrierje első ATP-tornagyőzelmét is Stuttgartban, a döntőben a román Victor Hănescut legyőzve. Legnagyobb sikerét a 2013-as Australian Openen érte el, ahol negyeddöntőbe jutott.

## ATP-döntői

### Egyéni

#### Győzelmei (1)
| Összesítés                                            | Összesítés |
| ----------------------------------------------------- | ---------- |
| Grand Slam-torna                                      | (0)        |
| ATP World Tour Masters 1000 / ATP Masters Series      | (0)        |
| ATP World Tour 500 Series / International Series Gold | (0)        |
| ATP World Tour 250 Series / International Series      | (1)        |
| ATP World Tour Finals / Tennis Masters Cup            | (0)        |

|   | Dátum            | Torna                   | Borítás | Ellenfél a döntőben | Eredmény a döntőben |
| 1 | 2009. július 19. | Mercedes Cup, Stuttgart | Salak   | Victor Hănescu      | 1-6, 6-3, 6-4       |

#### Elveszített döntői (1)
|   | Dátum            | Torna                        | Borítás | Ellenfél a döntőben | Eredmény a döntőben |
| 1 | 2009. február 8. | SA Tennis Open, Johannesburg | Kemény  | Jo-Wilfried Tsonga  | 4-6, 6-7(5)         |

### Páros

#### Győzelmei (2)
| Összesítés                                            | Összesítés |
| ----------------------------------------------------- | ---------- |
| Grand Slam-torna                                      | (0)        |
| ATP World Tour Masters 1000 / ATP Masters Series      | (0)        |
| ATP World Tour 500 Series / International Series Gold | (0)        |
| ATP World Tour 250 Series / International Series      | (2)        |
| ATP World Tour Finals / Tennis Masters Cup            | (0)        |

|   | Dátum            | Torna                            | Borítás | Partner      | Ellenfelek a döntőben         | Eredmény a döntőben |
| 1 | 2010. január 10. | Brisbane International, Brisbane | Kemény  | Marc Gicquel | Lukáš Dlouhý / Lijendar Pedzs | 6-3, 7-6(5)         |
| 2 | 2012. július 15. | Mercedes Cup, Stuttgart          | Salak   | Łukasz Kubot | Michal Mertiňák / André Sá    | 6-1, 6-3            |

#### Elvesztett döntői (4)
|   | Dátum             | Torna                                       | Borítás    | Partner            | Ellenfelek a döntőben               | Eredmény a döntőben |
| 1 | 2009. november 1. | St. Petersburg Open, Szentpétervár          | Kemény (f) | Richard Gasquet    | Colin Fleming Ken Skupski           | 6–2, 5–7 [4–10]     |
| 2 | 2010. július 25.  | German Open Hamburg, Hamburg                | Salak      | Paul-Henri Mathieu | Marc López David Marrero            | 3–6, 6–2 [8–10]     |
| 3 | 2011. február 27. | Dubai Duty Free Tennis Championships, Dubaj | Kemény     | Feliciano López    | Szerhij Sztahovszkij Mihail Juzsnij | 6–4, 3–6, [3–10]    |
| 4 | 2012. április 29. | BRD Năstase Țiriac Trophy, Bukarest         | Salak      | Łukasz Kubot       | Robert Lindstedt Horia Tecău        | 6–7(2), 3–6         |

## Év végi világranglista-helyezései
| Év       | 2005 | 2006 | 2007 | 2008 | 2009 | 2010 | 2011 | 2012 |
| Helyezés | 577  | 262  | 188  | 73   | 32   | 45   | 103  | 32   |